# Luv Sinha
Luv Sinha (Patna, 5 juni 1983) is een Indiaas acteur en politicus. Sinha maakte in 2010 zijn debuut als hoofdrolspeler in Sadiyaan. Acht jaar later was hij in een ondersteunende rol als luitenant Attar Singh te zien in Paltan. Hij begon in 2020, netals zijn vader Shatrughan Sinha, een politieke carrière. In 2023 was hij weer te zien op het witte doek in Gadar 2 als Farid.